# Paolo Nicolai
Paolo Nicolai (Ortona, 6 agosto 1988) è un ex giocatore di beach volley italiano.

## Biografia
Ha debuttato nel circuito professionistico internazionale il 13 maggio 2008 a Roseto degli Abruzzi, in Italia, in coppia con Francesco Giontella piazzandosi in 25ª posizione. Il 13 maggio 2012 ha ottenuto il suo primo podio in una tappa del World tour a Pechino, in Cina, giungendo 2º insieme a Daniele Lupo.
Ha preso parte all'edizione dei Giochi olimpici di Londra 2012 con Daniele Lupo, classificandosi al quinto posto.
Ha partecipato altresì a quattro edizioni dei campionati mondiali ottenendo come miglior risultato il nono posto in due occasioni: a Roma 2011 con Matteo Martino ed a Stare Jabłonki 2013 con Daniele Lupo.
Nei campionati iridati giovanili ha conquistato una medaglia d'argento ai mondiali giovani a Bermuda 2006, nonché due d'oro ai mondiali juniores: a Modena 2007 ed a Brighton 2008, in tutte e tre le occasioni insieme a Francesco Giontella.
A livello europeo, sempre nelle categorie giovanili, può vantare una medaglia di bronzo nella categoria juniores a L'Aia 2007 con Francesco Giontella e un'altra di bronzo in quella under-23 a Kos 2010 in coppia con Paolo Ingrosso.
Nel 2014 Lupo e Nicolai presero parte agli europei di beach volley e raggiunsero la finale, dove affrontarono e sconfissero la coppia lettone formata da Aleksandrs Samoilovs e Jānis Šmēdiņš, conquistando così la medaglia d'oro. Con questa vittoria, i due stabilirono il record di primi italiani vincitori di un titolo europeo nel beach volley maschile.
Nel 2014 Lupo e Nicolai vincono per la prima volta nella storia del beach volley italiano una tappa del World tour e una tappa del Grand slam.
Nel 2015 la coppia Lupo-Nicolai vince la medaglia di bronzo al World tour di Sochi.
Il 2016 si apre con la medaglia d'argento ai World tour di Vitoria e Fuzhou, l'oro a Sochi e la vittoria del secondo titolo di Campioni d'Europa. Gli ottimi risultati del biennio portano la squadra azzurra a qualificarsi per le Olimpiadi di Rio de Janeiro 2016. I due conquistano la finale battendo in semifinale i russi Semenov e Krasilnikov. Nella finale contro il Brasile conquistano la medaglia d'argento.
Nel 2017 la coppia Lupo-Nicolai vince per la terza volta il titolo di Campione d'Europa, a Jurmala, battendo la coppia di casa Samoilovs-Smedins. Inoltre grazie a 2 medaglie di bronzo (Rio de Janeiro e The Hague), 2 medaglie d'argento (Xiamen e Porec) nel circuito World Tour, per la prima volta raggiungono la prima posizione nel ranking World Tour. La stagione si conclude con il terzo posto alle "Finals" del circuito World Tour ad Amburgo.
Nella stagione 2018 ottengono un bronzo (Gstaad) e un argento (Fort Lauderdale) nel circuito World Tour.
Nella stagione 2019 staccano il pass per le Olimpiadi di Tokyo 2020, vincendo il Torneo pre-Olimpico in Cina.
Nella stagione 2020 ottengono un bronzo nella tappa del circuito World Tour di Doha.
Nel 2021 il sodalizio con Lupo si interrompe di comune accordo dopo undici anni. Forma una nuova coppia con Samuele Cottafava.
Il 28 novembre 2024 annuncia il suo ritiro dall'attività di giocatore dopo le Finals del Volleyball World Beach Pro Tour, sempre nello stesso giorno viene nominato direttore tecnico delle nazionali maschili di beach volley

## Palmarès
Olimpiadi
- Argento a Rio 2016

World tour
- 7 podi ai Grand Slam: 1 oro, 2 argenti, 4 bronzi;
- 6 podi agli Open: 2 oro, 3 argento;1 bronzo
- 1 podio "Finals" WT: 1 bronzo
- 3 podi a tappe 5*: 2 argenti, 1 bronzo
- 2 podi a tappe 4*: 2 bronzi
- 2 podi a tappe 3*: 1 argento, 1 bronzo

World tour - trofei individuali
- Best improved player nel 2012
- Best offensive player nel 2014
- Best blocker 2016

Europei
- Oro a Quartu Sant'Elena 2014
- Oro a Biel/Bienne 2016
- Oro a Jurmala 2017

CEV - trofei individuali
- 2017 - CEV: Kings of the beach con Daniele Lupo

Campionati mondiali juniores
- Oro a Modena 2007 ed a Brighton 2008

Campionati mondiali giovani
- Argento a Bermuda 2006

Campionati europei under-23
- Bronzo a Kos 2010

Campionati europei juniores
- Bronzo a L'Aia 2007